# Édouard Van Haelen
Édouard Van Haelen (* 22. Juli 1895 in Brüssel; † 16. Juni 1936 in Ohain) war ein belgischer Schwimmer.

## Karriere
Van Haelen nahm 1920 an den Olympischen Spielen in Antwerpen teil. Hier scheiterte er in den Wettbewerben über 200 m und 400 m Brust jeweils im Vorlauf an der Halbfinalqualifikation.